# Eliot (Maine)
Eliot ist eine Town im York County im US-Bundesstaat Maine. Im Jahr 2020 lebten dort 6717 Einwohner in 2966 Haushalten auf einer Fläche von 55,22 km².

## Geographie
Nach dem United States Census Bureau hat Eliot eine Gesamtfläche von 55,22 km², von der 51,23 km² Land sind und 3,99 km² aus Gewässern bestehen.

### Geographische Lage
Eliot liegt im Südwesten des York Countys und grenzt an New Hampshire. Der Piscataqua River fließt entlang der westlichen Grenze der Town in südliche Richtung und bildet die Grenze zu New Hampshire. Er mündet bei Kittery in den Atlantischen Ozean. Weitere kleinere Flüsse durchziehen das Gebiet. Im Nordosten liegt der York Pond. Das Gebiet ist eher eben, ohne größere Erhebungen.

### Nachbargemeinden
Alle Entfernungen sind als Luftlinien zwischen den offiziellen Koordinaten der Orte aus der Volkszählung 2010 angegeben.
- Norden: South Berwick, 9,5 km
- Osten: York, 15,0 km
- Südosten: Kittery, 20,9 km
- Südwesten: Portsmouth, Rockingham County, New Hampshire, 9,6 km
- Westen: Newington, Rockingham County, New Hampshire, 7,7 km
- Nordwesten: Dover, Strafford County, New Hampshire, 9,9 km

### Stadtgliederung
In Eliot gibt es mehrere Siedlungsgebiete: Crams Corner, East Eliot, East Elliott, Eliot, Elliott Depot, Gould Corner, Green Acre, Kennard Corner, Langleys Crossing, Rosemary, South Eliot und Tobeys Corner.

### Klima
Die mittlere Durchschnittstemperatur in Eliot liegt zwischen −6,1 °C (21 °F) im Januar und 20,6 °C (69 °F) im Juli. Damit ist der Ort gegenüber dem langjährigen Mittel der USA um etwa 9 Grad kühler. Die Schneefälle zwischen Oktober und Mai liegen mit bis zu zweieinhalb Metern mehr als doppelt so hoch wie die mittlere Schneehöhe in den USA; die tägliche Sonnenscheindauer liegt am unteren Rand des Wertespektrums der USA.

## Geschichte
Eliot wurde am 1. März 1810 als eigenständige Town organisiert. Zuvor gehörte das Gebiet zur Town Kittery. Die Besiedlung in diesem Gebiet startete um 1630 und es gehörte zum Gebiet der Piscataqua Plantation, welche im Jahr 1647 gegründet wurde. Der erste europäische Siedler in diesem Gebiet war Nicholas Frost, der das Gebiet am Sturgeon Creek um 1636 erreichte. In dem Gebiet befinden sich viele historische Stätten von Maine, wie auch das erste Quaker Meetinghouse aus dem Jahr 1776.

### Einwohnerentwicklung
| Volkszählungsergebnisse – Town of Eliot, Maine | Volkszählungsergebnisse – Town of Eliot, Maine | Volkszählungsergebnisse – Town of Eliot, Maine | Volkszählungsergebnisse – Town of Eliot, Maine | Volkszählungsergebnisse – Town of Eliot, Maine | Volkszählungsergebnisse – Town of Eliot, Maine | Volkszählungsergebnisse – Town of Eliot, Maine | Volkszählungsergebnisse – Town of Eliot, Maine | Volkszählungsergebnisse – Town of Eliot, Maine | Volkszählungsergebnisse – Town of Eliot, Maine | Volkszählungsergebnisse – Town of Eliot, Maine |
| Jahr                                           | 1800                                           | 1810                                           | 1820                                           | 1830                                           | 1840                                           | 1850                                           | 1860                                           | 1870                                           | 1880                                           | 1890                                           |
| ---------------------------------------------- | ---------------------------------------------- | ---------------------------------------------- | ---------------------------------------------- | ---------------------------------------------- | ---------------------------------------------- | ---------------------------------------------- | ---------------------------------------------- | ---------------------------------------------- | ---------------------------------------------- | ---------------------------------------------- |
| Einwohner                                      |                                                | 1650                                           | 1679                                           | 1845                                           | 1889                                           | 1803                                           | 1767                                           | 1769                                           | 1640                                           | 1463                                           |
|                                                |                                                |                                                |                                                |                                                |                                                |                                                |                                                |                                                |                                                |                                                |
| Jahr                                           | 1900                                           | 1910                                           | 1920                                           | 1930                                           | 1940                                           | 1950                                           | 1960                                           | 1970                                           | 1980                                           | 1990                                           |
| Einwohner                                      | 1458                                           | 1530                                           | 1530                                           | 1462                                           | 1932                                           | 2509                                           | 3133                                           | 3497                                           | 4948                                           | 5329                                           |
|                                                |                                                |                                                |                                                |                                                |                                                |                                                |                                                |                                                |                                                |                                                |
| Jahr                                           | 2000                                           | 2010                                           | 2020                                           | 2030                                           | 2040                                           | 2050                                           | 2060                                           | 2070                                           | 2080                                           | 2090                                           |
| Einwohner                                      | 5954                                           | 6204                                           | 6717                                           |                                                |                                                |                                                |                                                |                                                |                                                |                                                |

## Kultur und Sehenswürdigkeiten

### Bauwerke
In Eliot wurden mehrere Bauwerke unter Denkmalschutz gestellt und ins National Register of Historic Places aufgenommen.
- William Fogg Library, 1991 unter der Register-Nr. 91001817.[9]
- Frost Garrison and House, 1971 unter der Register-Nr. 71000045.[10]
- Paul Family Farm, 1998 unter der Register-Nr. 98001232.[11]

## Wirtschaft und Infrastruktur

### Verkehr
Die Maine State Route 101 verläuft in nordsüdlicher Richtung, ebenso wie die Maine State Route 103 und die Maine State Route 236.

### Öffentliche Einrichtungen
In Eliot gibt es keine medizinischen Einrichtungen. Die nächstgelegenen befinden sich in Dover, Kittery und Portsmouth.
In Eliot befindet sich die William Fogg Library. Sie geht auf eine Stiftung von Dr. John S.H. Fogg, in Erinnerung an seinen Vater William Fogg zurück, der für den Bau der Bücherei das benötigte Land zur Verfügung stellte.

### Bildung
Eliot gehört mit Rollinsford und South Berwick zum MSAD 35.
Im Schulbezirk werden folgende Schulen angeboten:
- Eliot Elementary in Eliot
- Central School in South Berwick
- Great Works School in South Berwick
- Marshwood Middle School in Eliot
- Marshwood High School in South Berwick

## Persönlichkeiten

### Söhne und Töchter der Stadt
- John Fremont Hill (1855–1912), Politiker und Gouverneur des Bundesstaates Maine

### Persönlichkeiten mit Bezug zu Eliot
- Jennifer Caron (* 1978), Schauspielerin, wuchs in Eliot auf